# Carles I de Romania
Carles I de Romania -en romanès Carol I- (Sigmaringen, 20 d'abril de 1839 - Sinaia, Romania 10 d'octubre de 1914), príncep de Romania (1866-1881) i després rei de Romania (1881-1914). Pertanyent a la dinastia Hohenzollern-Sigmaringen.
Fill del príncep Carles Antoni de Hohenzollern-Sigmaringen i Murat (1811-1885), Cap de la dinastia Hohenzollern-Sigmaringen i primer ministre de Prússia i fill de Josefina Federica Lluïsa de Baden y Beauharnais (1813-1900), més coneguda com a Josepa de Baden, filla del Gran Duc Carles II de Baden. En Carles I era familiar de Joachim Murat.
El febrer de 1866, el príncep Alexandru Ioan Cuza dels Principats Units de Moldàvia i Valàquia es va veure obligat a abdicar i se'n va anar a l'exili per una coalició política liderada pels liberals, i al príncep alemany Karl de Hohenzollern-Sigmaringen se li va oferir el tron amb el suport del monarca francès Napoleó III i malgrat l'oposició de l'Imperi Otomà i de la malfiança d'austríacs i russos. El 22 de maig de 1866 va entrar per primera vegada a Bucarest. El juliol del mateix any va entrar en vigor una nova constitució que va donar al país el nom de Romania. Es va caracteritzar pel seu liberalisme i la seva intel·ligent administració. Això va facilitar l'entrada de Romania a la vida internacional de l'època, al mateix temps que consolidava l'estabilitat interior del país.
Quan va esclatar la Guerra russoturca (1877-1878), Carles I va donar suport al tsar de Rússia i va declarar la independència de Romania el 9 de maig de 1877. El tractat de pau entre Rússia i l'Imperi Otomà es va signar a San Stefano, el 3 de març de 1878 i va posar fi a la Guerra d'independència de Romania: es va crear el Principat de Bulgària i reconéixer la independència de Sèrbia, Montenegro i el Principat de Romania.
El 1881 es va esmenar la constitució i es va convertir el principat en regne, i Carles es va proclamar rei. La decebedora actitud dels russos, que van aprofitar l'ocasió per annexionar-se Bessaràbia, va fer que el govern de Ion Brătianu s'apropés a la Triple Aliança, tal com volia Carles I. Amb aquesta aliança, integrada per Alemanya, Àustria-Hongria, Bulgària i l'Imperi Otomà, se signaren acords secrets (1883).
La Belle Époque va estar marcat pel govern rotatori bipartidista, instituït per Carles I . Durant el govern rotatori (1895–1916), el país va ser governat alternadament per governs del Partit Nacional Liberal i del Partit Conservador cadascun dels quals complia un mandat de quatre anys. Quan va esclatar la Primera Guerra Mundial (1914), el govern romanès, en contra dels desitjos i interessos del rei, va declarar la neutralitat de Romania en aquest conflicte. Carles I profundament decebut de l'actitud dels polítics romanesos va retirar-se a la seva residència reial (Palau Peleş) a Sinaia, on va morir al cap de poc temps (27 de setembre de 1914) sense descendència. El va succeir al tron romanès el seu nebot, Ferran de Hohenzollern amb el nom de Ferran I de Romania.

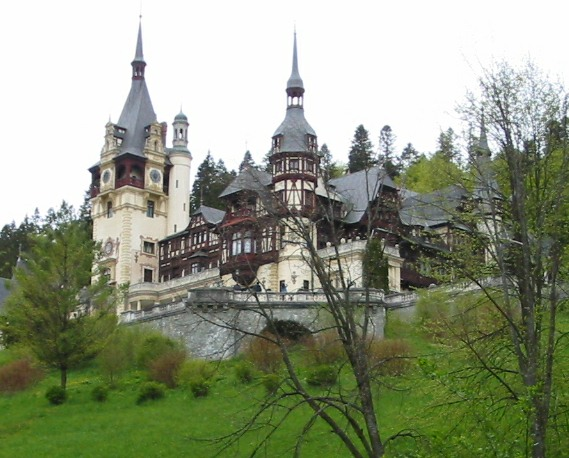
Palau Peleş, Sinaia, residència dels monarques romanesos

Va instituir l'Orde de Carol I el 1906 a l'ocasió del quarantè aniversari del seu regnat. Per a molts historiadors romanesos, el regnat de Carles I, conjuntament amb el de Ferran I, va representar un dels millors períodes de la història contemporània romanesa.

## Matrimoni i descendència
El rei Carles I es casà amb Elisabet de Wied i Orange-Nassau, filla del príncep Guillem V de Wied i de María d'Orange-Nassau, neta de Guillem I dels Països Baixos. El matrimoni només tingué una filla, Maria de Romania i Wied (1870-1874) que morí a l'edat de tres anys de febre escarlatina. Els reis no tingueren més descendència.